# Eau Pleine (hrabstwo Marathon)
Eau Pleine – miasto w Stanach Zjednoczonych, w stanie Wisconsin, w hrabstwie Marathon.